# はんなり豆腐
はんなり豆腐（はんなりとうふ）は、豆腐をモチーフにしたキャラクター。
はんなり豆腐の外観は、高さを低めにした立方体で顔にあたる部分のそばに、手と足がちょこんと出ており、表情はいつもにっこりと微笑んでいる。また、色の違う仲間がおり、それぞれ性格や頭についたモチーフ等が異なっている。豆腐のふんわりとしたやわらかさ、という特徴からクッションやぬいぐるみが商品展開されている。
2005年に生活雑貨ショップ「PASSPORT（現・HAPiNS）」のオリジナルキャラクターとして販売が開始され、2015年7月にはハローキティとのコラボレーション商品も販売された。また、メディアファクトリーとKADOKAWAから絵本も出版されている。

## 書籍
- ヤマサキリエコ『はんなり豆腐　まったりゆったり和のこころ』メディアファクトリー、2006年7月。ISBN 978-4-8401-1579-7。
- ヤマサキリエコ『本日もはんなり豆腐　京都からの和ごころたより』メディアファクトリー、2006年12月。ISBN 978-4-8401-1772-2。
- ヤマサキリエコ『おこしやすはんなり豆腐　京都なごみの贈り物』メディアファクトリー、2007年11月。ISBN 978-4-8401-2106-4。
- セントワークス『はんなり豆腐』KADOKAWA、2015年5月。ISBN 978-4-04-067679-1。